# Bruno Murtinho
Bruno Murtinho (Rio de Janeiro, 9 de janeiro de 1972) é um cineasta brasileiro.

## Biografia
Em 1999 se muda para Los Angeles, onde começa a cursar a UCLA– University of California Los Angeles Film School. Três anos depois deixa a faculdade, formado em direção e roteiro. Em 2002 volta ao Brasil para trabalhar como assistente de direção do cineasta Walter Lima Jr.. Nesta função trabalhou, principalmente em publicidade e DVD, para diretores como Fernando Meirelles, Walter Carvalho, Breno Silveira e Andrucha Waddington, entre outros.
Estreou como diretor e roteirista de vídeo clipes em 2004, conquistando o prêmio de Melhor Diretor no VMB MTV com o clipe O Salto, da banda O Rappa. Nos últimos 8 anos recebeu mais de 15 indicações ao VMB, conquistando outros 3 prêmios.
Já dirigiu DVDs e clipes para artistas como Chico Buarque, Diogo Nogueira, Paralamas do Sucesso, Arlindo Cruz, Legião Urbana, Carlinhos Brown, Familia Caymmi, Skank, Detonautas, Alcione, Wanessa Camargo, Exalta Samba, Ivan Lins, Nando Reis, Paula Lima, Marjorie Estiano, Emilio Santiago, MV Bill, Fiuk, Capital Inicial, Jon Secada, Vanessa da Mata, Tiago Iorc e Jota Quest, entre outros.
Dirigiu também os premiados "Sambabook João Nogueira" e "Sambabook Martinho da Vila".
Em publicidade, conquistou uma medalha de ouro no prêmio "Colunistas", com o filme "Copy", para a Volkswagen. Também dirigiu comerciais, tanto para o mercado brasileiro quanto para o europeu, para marcas como Santander, Dove, Casio, Coca-Cola, Oi, TAM, Ford, Action Aid, entre outras.
Para o mercado infantil, criou, escreveu e dirigiu as animações dos episódios "O Bafo do Príncipe", "Bola de Meia" e "O Ovo do Dinossauro", para o canal infantil ”De Criança Para Criança", no YouTube. 
Escreveu o roteiro de longa-metragem, "Tom, Nina & a Página Perdida", selecionado para o "Sundance/SESC Screenwriting Kid's Laboratory 2010". Em 2012, o mesmo roteiro foi selecionado para o "Director's Pitch: Original Screenplays" no TIFF - Toronto International Film Festival.
Seu longa-metragem de estréia, “Amazonia Groove”, teve sua premiére no Festival de Cinema do Rio, em 2018. O filme, um documentário musical/ficcional, que revela a extraordinária vida de grandes, porém desconhecidos, músicos que vivem na região Amazônica, foi aclamado pela crítica nacional e internacional. "Amazonia Grovve" também ganhou o prêmio de Best Cinematography (Melhor Direção de Fotografia) no cobiçado SXSW - South by South West Film Festival, em março de 2019.
Influenciado por cineastas como Tim Burton, Jean-Pierre Jeunet, e Wes Anderson, Murtinho tem focado na fantasia e na extensão da realidade buscando aumentar a nossa própria visão sobre o condição humana, assim como a nossa capacidade de sonhar.

## Filmografia principais videoclipes
- O Salto, O Rappa - melhor diretor VMB MTV 2004
- "Ela Faz Cinema", Chico Buarque, 2006
- "Palavras de um Futuro Bom", Jota Quest, 2006
- "Preto em Movimento", MV Bill – indicado a melhor clipe de RAP MTV 2006
- "O Dia que Não Terminou", Detonautas, 2005
- "O Amanhã", Detonautas, 2005
- "Eu Sou Neguinha", Vanessa da Matta, 2005
- "Não Resisto a Nós Dois", Wanessa Camargo, 2005
- "Um Anjo", KLB, 2006
- "Obsessão", KLB - indicado a melhor clipe escolha audiência MTV 2006
- "Ainda Não Passou", Nando Reis -  indicado a melhor clipe escolha audiência MTV 2009
- "Tô Fazendo a Minha Parte", Diogo Nogueira - prêmio melhor artista MPB MTV 2011
- "Fora de Alcance", Fiuk, 2012
- "DVD Sambabook João Nogueira" 2010
- "DVD Exalta Samba Ao Vivo no Costão do Santinho", 2010
- "DVD Sambabook Martinho da Vila" 2011
- "DVD Deixa Eu Cantar Meu Samba", Grupo Bom Gosto 2011
- "DVD Aline Barros 20 Anos", Aline Barros[1] 2012
- "DVD Batuques do Meu Lugar", Arlindo Cruz 2013
- "DVD Beth Carvalho Ao Vivo em Madureira", 2014
- "DVD Rock in Rio Box 30 anos", 2015
- "Perfume da Bôta, Zaynara, 2025.